# Sciapus endrodyi
Sciapus endrodyi är en tvåvingeart som beskrevs av Grichanov 1997. Sciapus endrodyi ingår i släktet Sciapus och familjen styltflugor.
Artens utbredningsområde är Ghana. Inga underarter finns listade i Catalogue of Life.